# Musaranya d'Andaman
La musaranya d'Andaman (Crocidura andamanensis) és una espècie de musaranya de la família dels sorícids. És endèmica de les Illes Andaman (Índia).
Està amenaçada per la destrucció de l'hàbitat a causa, principalment, del desenvolupament residencial i comercial, les activitats agrícoles i l'augment de les àrees urbanes. A més, és possible que també es veiés afectat pel tsunami de l'oceà Índic del 2004.